# Пјер Јозеф Бурсе
Пјер Бурсе (1700-1780) је био француски генерал и војни писац.

## Биографија
У Седмогодишњем рату је учествовао као командант артиљерије и инжињерије. Године 1764. организује и до 1781. године управља првом штабном школом у Греноблу. У делу „Принципи планског ратовања“ приказује рад штабних официра у свим оперативним и тактичким радњама. Разрађује шему штаба и утврђује методе његовог рада. Многи од њих задржани су и у Наполеоново доба. Један је од иницијатора првог француског Генералштаба који ће касније послужити као узор и за друге војске.